# بندیکتا بوکولی
بِنِدیکتا بوکولی (ایتالیایی: Benedicta Boccoli)، متولد ۱۱ دسامبر ۱۹۶۶، بازیگر تئاتر و سینمای ایتالیایی است.
از فیلم‌هایی که وی در آن‌ها نقش داشته است، می‌توان به والس اشاره نمود.